# عادلیه
عادلیّه و گاه عادل‌آباد، نام یکی از باغات بزرگ و تاریخی تبریز در ناحیه شنب غازان بود. عمارات ارغونی و غازانی در این باغ ساخته شد و پس از ساخت و ساز نام این باغ در روی کاخی که در این مکان ساخته شده بود و قسمتی از آن که به بوستان عادلیه شهرت یافت، باقی ماند.

## وضعیت تاریخی
اولین برخود به نام عادلیه در متون قرن هفتم از جمله تاریخ وصاف و جامع‌التواری است که؛ عادلیه باغ های بزرگ در ناحیه شنب (شنب غازان امروزی) تبریز بود که از همان اول توجه پادشاهان ایلخانی و مغولان را به خود جلب کرد. این باغ دارای درختان و جوی‌ها بود. پادشاهان مغول در این باغ چادرهای خود را می‌افراشتند.
نوری اژدری در مورد شنب و باغ عادلیه این ابیات را در کتاب خود آورده‌است:
| به جوی اندرش آب چون لاجورد  |  | همه مرز و بومش گل سرخ و زرد |
| چو باغ ارم خرم و سبز و کش   |  | پر از غلغل بلبل و ساز خوش   |
| بر آن مرز زد خیمه سالار شاد |  | که آن بوم پیوسته آباد باد   |

## بناهای ساخته شده در عادلیه
ارغون خان به‌هنگام ساخت شهر ارغونیه در شنب، این باغ را نقطه مرکزی شهر قرار داده و کاخ و بوستان عادلیه و معبدی بودایی در این محل ساخته شد و شهر در پیرامون آن گشترش یافت. سپس پسر او سلطان محمود غازان خان نیز پس از رسیدن به سلطنت راه پدرش را ادامه داده و چون اسلام آورده بود معبد بودایی پدرش را به مسجد مبدل ساخت و در کنار کاخ عادلیه عمارت بی‌نظیر شنب غازان با مرکزیت مقبره عظیم خود را بنا نهاد و این عمارت به همراه محلات و باغات اطرافش غازانیه نام گرفت.

## عمارت غازانی
این عمارت شامل: گنبد بزرگ (مقبره غازان خان)، مسجد جامع، خانقاه، مدارس، رصدخانه، بیمارستان، کتابخانه، دارالسیادت، بیت‌المتولی، بیت‌القانون، حمام و حوض‌خانه بود و قرن‌ها یک مرکزیت علمی و فرهنگی به‌شمار می‌رفت.

## عاقبت عادلیه
عمارات غازانی جز مقبره، مسجد، خانقاه و احتمالاً یکی از مدارس در سال ۱۰۱۹ ه‍.ق توسط شاه عباس برای جلوگیری از تسلط عثمانیان منهدم شد و سپس در زلزله‌های تبریز ابنیهٔ باقی‌مانده آسیب فراوان دیده در زلزله سال ۱۱۳۳ ه‍.ق کاخ عادلیه و در زمین‌لرزه سال ۱۱۹۴ ه‍.ق گنبد و عمارات باقی به‌کل تخریب شد و در سال‌های بعد در اثر بی‌توجهی آثار آن نیز محو شد. امروزی نشانی از باغ عادلیه در شنب غازان نیست و بر روی حدود آن ساختمان‌هایی چون مدرسه، مرکز بهداشت، مدارس و مسجد ساخته شده و حتی اسمی از آن نیز باقی نمانده‌است.